# Nowa Brytania Wschodnia
Nowa Brytania Wschodnia (ang. East New Britain) – prowincja Papui-Nowej Gwinei, obejmująca wschodnią część wyspy Nowa Brytania. Ośrodkiem administracyjnym prowincji jest Kokopo (do 1994 był nim Rabaul, został jednak częściowo zniszczony przez erupcje wulkanu).